# Carnaval de Cassel
Le carnaval de Cassel est constitué de deux carnavals, le premier le week-end du Mardi gras, c'est le carnaval d'hiver. Et le second le Lundi de Pâques, c'est le carnaval d'Été, beaucoup plus suivi que celui du Mardi-Gras il diffère des carnavals de Dunkerque et de Bailleul, notamment par son folklore propre à la commune et son ambiance plus familiale.
Les carnavals de Cassel s’articulent autour de deux axes ; le Réveil en tambour et cymbales le matin et la sortie des géants l’après-midi et en soirée avec la Rentrée triomphale.
Ce carnaval est inscrit à l'Inventaire du patrimoine culturel immatériel en France depuis 2013.

## Les deux carnavals de Cassel

### Le carnaval d'hiver
Hérité de la tradition chrétienne des carnavals, il se déroule au moment du Mardi-Gras, avant l’entrée en carême. Il se déroulait traditionnellement du vendredi précédent le mercredi des cendres jusqu’au Mardi-Gras, apothéose des festivités.
Dans les années 1960, la journée du Mardi-Gras est déplacée au dimanche précédent, notamment pour raisons professionnelles, permettant ainsi au plus grand nombre d’y participer.
Auparavant, de nombreux chars et groupes formés de Casselois constituait la richesse du carnaval. Des programmes de carnaval, comme celui de 1870 , nous relatent la diversité de groupes locaux engagés. Il y avait également "le char de la charité" qui faisait l'aumône au cours du carnaval pour les œuvres sociales de la commune.
Ce carnaval est très intimiste, on ne retrouve pratiquement que des casselois notamment en raison de la date qui coïncide avec celle du carnaval de Dunkerque et de sa bande. Il reste apprécié des habitants de la cité pour sa proximité et sa convivialité.
Le programme de ce "petit" carnaval est moins imposant que celui du Lundi de Pâques, le réveil est différé à 7h, la musique des arlequins est assurée par la bande du Réveil. L'après midi seul Reuze Papa sort et la rentrée triomphale à lieu à 20h au lieu de 22h.

### Le carnaval d'été
Le carnaval d’été a vu le jour en 1901, à la suite des intempéries qui ont empêché les festivités du Mardi-gras. Il fut décidé l’année suivante de maintenir les deux carnavals. Il se déroule sur l'ensemble de la journée du lundi de Pâques. Lui aussi avait un programme très fourni comme on peut l'observer dans les différents programmes et notamment celui de 1911 
Il est le carnaval casselois le plus populaire et le plus iconique, ainsi que l'un des plus attrayants de Flandre et de la région. Il permet à l'ensemble des carnavaleux de la région et du dunkerquois de se rassembler une dernière fois car c'est le dernier grand carnaval de la période carnavalesque qui commence généralement en mi-janvier

## Les acteurs du carnaval

### Les bandes
De nos jours on retrouve un ancienne tradition des bandes, celles ci sont composés de casselois s'associant autour d'un thème commun comme "les flocons de neige" en 1950, les vampires, les brésiliens, les égyptiens et  de los muertos (les mexicains) en 2025

### Le Réveil et le Tambour Major
Le tambour Major conduit la bande du réveil composé de tambours, grosses caisses cymbales, casseroles et autres couvercles de marmites,. Aujourd’hui, le réveil est un moment clef du carnaval, il est le rendez-vous qui annonce une très belle journée de festivité. La bande du Réveil démarre aujourd'hui à 7h00 lors du carnaval d’hiver et à 6 h 00 le lundi de Pâques. Son Tambour Major actuel est Vincent Minne, qui a succédé à son père Bernard Minne en 2019, après 50 années aux commandes du cortège,. Le Réveil d'autrefois est très différent de celui d'aujourd'hui, car aujourd'hui le peuple casselois ne peut plus rentrer dans les bars car la population du Réveil s'est décuplée il n'est donc plus possible de chanter des airs de Cassel et de Dunkerque dans les cafés, également beaucoup de masques sont tombés et les balais sont restés au placards depuis des dizaines d'années.

### Les Arlequins
La tradition des Arlequins remonte au XIXe siècle. Costume traditionnel de nombreux carnavals, ils avaient une place particulière dans le folklore casselois. La musique des arlequins est dansée : c'est le pas des Arlequins. De nos jours, c'est un concours costumé pour les enfants qui déambulent à travers les rues de la cité. C'est un moment très enfantin où l'on peut entendre la Cassel Harmony jouer l'air des Arlequins lors du carnaval d'été. Aujourd'hui il est l'occasion pour les enfants de Cassel de se livrer à un concours de danse du pas des Arlequins et de déguisement

### L'Harmonie Municipale, Cassel Harmony
L’Harmonie Municipale de Cassel fut fondée en 1809 sous forme de Garde Républicaine. Tous les ans, deux fois par ans, elle escorte les géants et les carnavaleux à travers la cité casseloise en jouant inlassablement l’air du Reuze « Het Reuze Lied ». Auguste Taccoen, originaire de Lille, composa la fameuse ritournelle. Quand l’harmonie joue la ritournelle on voit Reuze Papa et Reuze Maman s’échanger quelques pas de danse et un baiser.

### Reuze Papa
Reuze Papa est l'un des deux géants de Cassel. Il a été créé en 1827 par Ambroise Bafcop. Il mesure 6,25 mètres et est habillé d’une tenue de légionnaire romain. Vêtu d’une cuirasse, d’un glaive et d’un bâton de commandement, coiffé d'un casque, il sillonne les rues casseloises lors des deux carnavals. Il est le plus ancien géant de Cassel.
Sa préparation est longue et minutieuse car il faut entretenir sa barbe, sa moustache et ses cheveux avec 107 papillotes pour tout boucler,
Les géants originaux sont actuellement conservés au musée de Flandre (où ils ne sont visibles qu'en période de carnaval).
Ce lourd géant de 94 kg à besoin de 2 porteurs pour déambuler dans les rues de sa cité

### Reuze Maman
Reuze Maman est l’épouse de Reuze Papa. Elle fut fabriquée en 1860 par Alexis Bafcop, le frère du créateur de Reuze Papa. Du haut de ses 5,85 mètres, et de ses 82 kilos, elle connut différents styles vestimentaires. Elle apparait au départ en habit de poissonnière, puis elle est habillée en guerrière de 1905 à 1923, date à laquelle elle se métamorphosa en princesse byzantine.
Elle est vêtue d’une robe rouge, d’un voile doré, d’un diadème et a un bouquet de fleurs fraiches lors de chaque sortie. Reuze Maman ne sort qu’une fois par an, à l’occasion du Lundi de Pâques.
Tout comme Reuze Papa, Reuze Maman a été copiée à la fin du XXe siècle.
Il faut à Reuze Maman 2 porteurs pour danser.

### Les figuemans
Un groupe des figuemans est déjà mentionné en 1870. Le figueman signifie pêcheur en flamand. Jusqu’au début du XXe siècle, Cassel était une plateforme commerciale entre le littoral et les terres, notamment dans le commerce de poisson. Une bande des figuemans était présente au carnaval d’hiver arpentant bonbons et harengs au bout de leurs cannes à pêche.

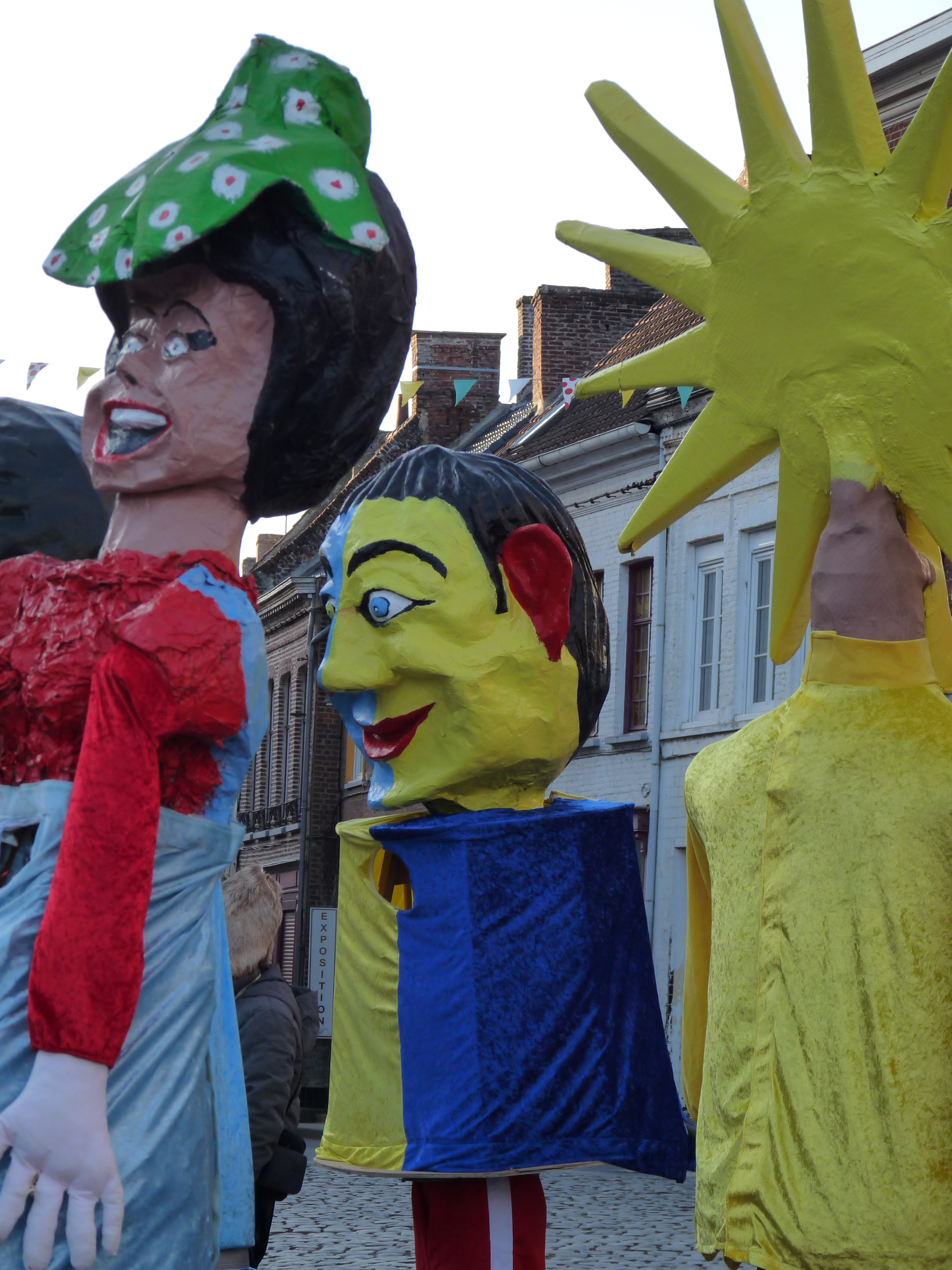
Les grosses têtes du Carnaval de Cassel.

### Les grosses têtes

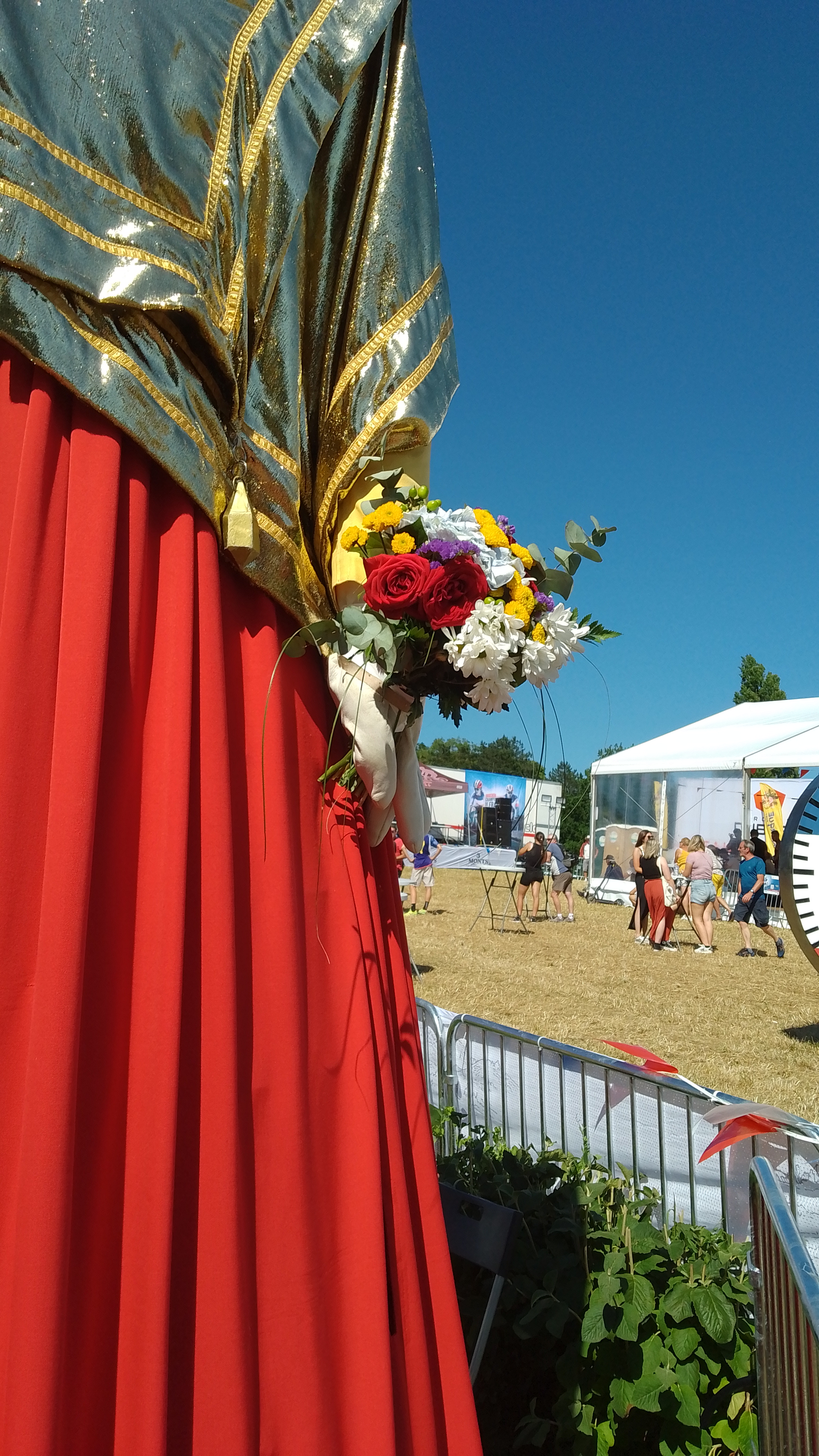
Détail du bouquet de fleurs de Reuze Maman.

L’arrivée des grosses têtes dans le cortège est récente. Les premières d’entre elles font leur apparition au lendemain  de la Seconde Guerre mondiale. La plupart d’entre elles ont servi dans un premier temps au Carnaval de Nice puis ont été achetées vers 1960. Les grosses têtes ouvrent le cortège des géants avec les sapeurs, le coq jupon, le cheval jupon et la tête de Turc qui sont présents depuis plus longtemps. Pour rendre hommage au coq jupon en 2024 a été lancé à Cassel le "Championnat du Monde du Cri du Coq"

### Le Four Merveilleux
Le premier Four Merveilleux voit le jour en 1870, et se voit attribué un chant "Den Oven", plus tard le four verra de petites modifications comme une traduction des parles de son chant. Le Docteur Kakiskof est un docteur qui, aidé de ses mitrons et de ses musiciens, propose une cure de jouvence à qui le veut. Il ne sort que le lundi de Pâques.

## Chants du carnaval

### Reuze Lied
« Het Reuze Lied » est un chant traditionnel de la Flandre française et belge. Il trouverait son origine dans un hymne religieux « Creator alme siderunt». Il fut orchestré par Auguste Taccoen en 1882, qui lui ajouta une ritournelle, devenant l’hymne des géants de Cassel. Avant 1882, les géants défilaient sur différents morceaux d’harmonie.
Voici les trois premiers couplets du "Het Reuze Lied" (en flamand):
Als de groote klokke luid, 
De Reuze komt uit.
Keere u e’s om, de Reuze, de Reuze ;
Keere u e’s om, 
Reuzekom.
Moeder hangt den pot op t’ vier, 
De Reuze komt hier.
Keere u e’s om, de Reuze, de Reuze ;
Keere u e’s om, 
Reuzekom.
Moeder, snyd een boteram, 
De Reuze is gram
Keere u e’s om, de Reuze, de Reuze ;
Keere u e’s om, 
Reuzekom.

## Un patrimoine classé

### Les géants classés au titre des monuments historiques

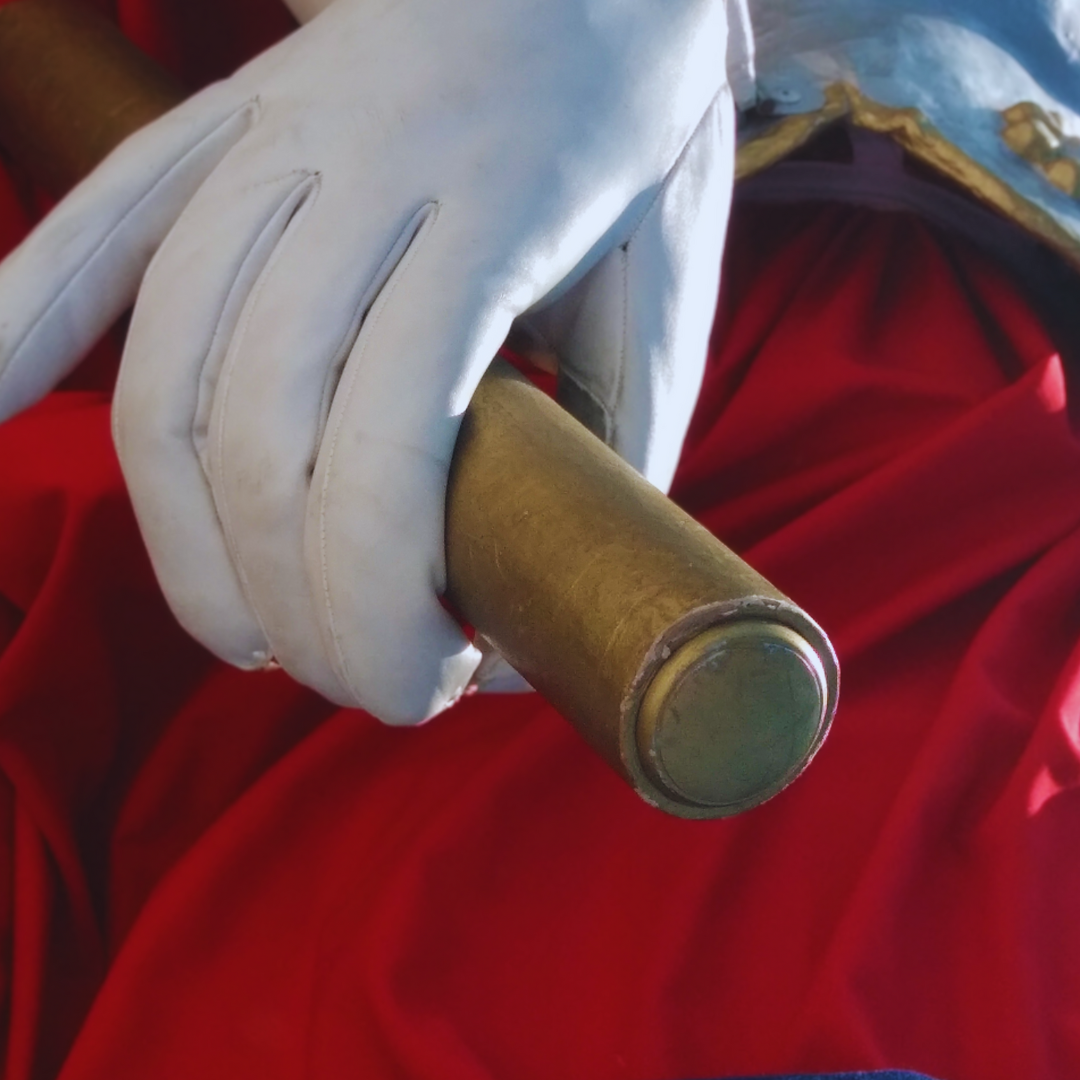
Détail du bâton de commandement de Reuze Papa

Les géants de Cassel sont classés depuis 2000 au titre des monuments historiques. Pour préserver les géants, une copie identique des géants fut effectuée à la fin du XXe siècle par Stéphane Deleurence, plasticien. Les géants d’origine jouissent d’une retraite au Musée départemental de Flandre, laissant à leurs clones les joies du carnaval.
Traditionnellement, les géants ne sortent pas de la Ville de Cassel, ceci depuis un ordre donné par . Reuze Papa est sorti seul à Dunkerque en 1905 et à Bergues en 1913, puis en couple à Lille en 1999 et 2004 et à Steenvoorde en 2001, 2006, 2012 et 2017. Les géants de Cassel sont également parrains des géants lillois Lydéric et Phinaert depuis 1999. Reuze-Maman est également la marraine du géant de Winnezeele. Le baptême a eu lieu en 2018 en présence des géants casselois.

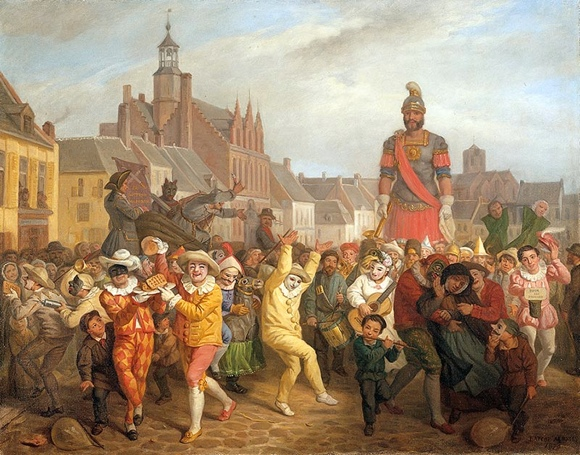
Peinture du Carnaval de Cassel, par Alexis Bafcop en 1876.

### Les géants classés sur la liste représentative du patrimoine culturel immatériel de l'humanité
En novembre 2005, les géants processionnels de Belgique et de France sont reconnus comme patrimoine culturel immatériel en étant inscrit sur la liste représentative du patrimoine culturel immatériel de l'humanité, un titre accordé par l'UNESCO. Dans la région, ce sont plus spécifiquement les géants de Douai (fêtes de Gayant) et de Cassel (Reuze Papa, Reuze Maman et leur carnaval) qui sont mis à l'honneur.

## Autres manifestations à Cassel

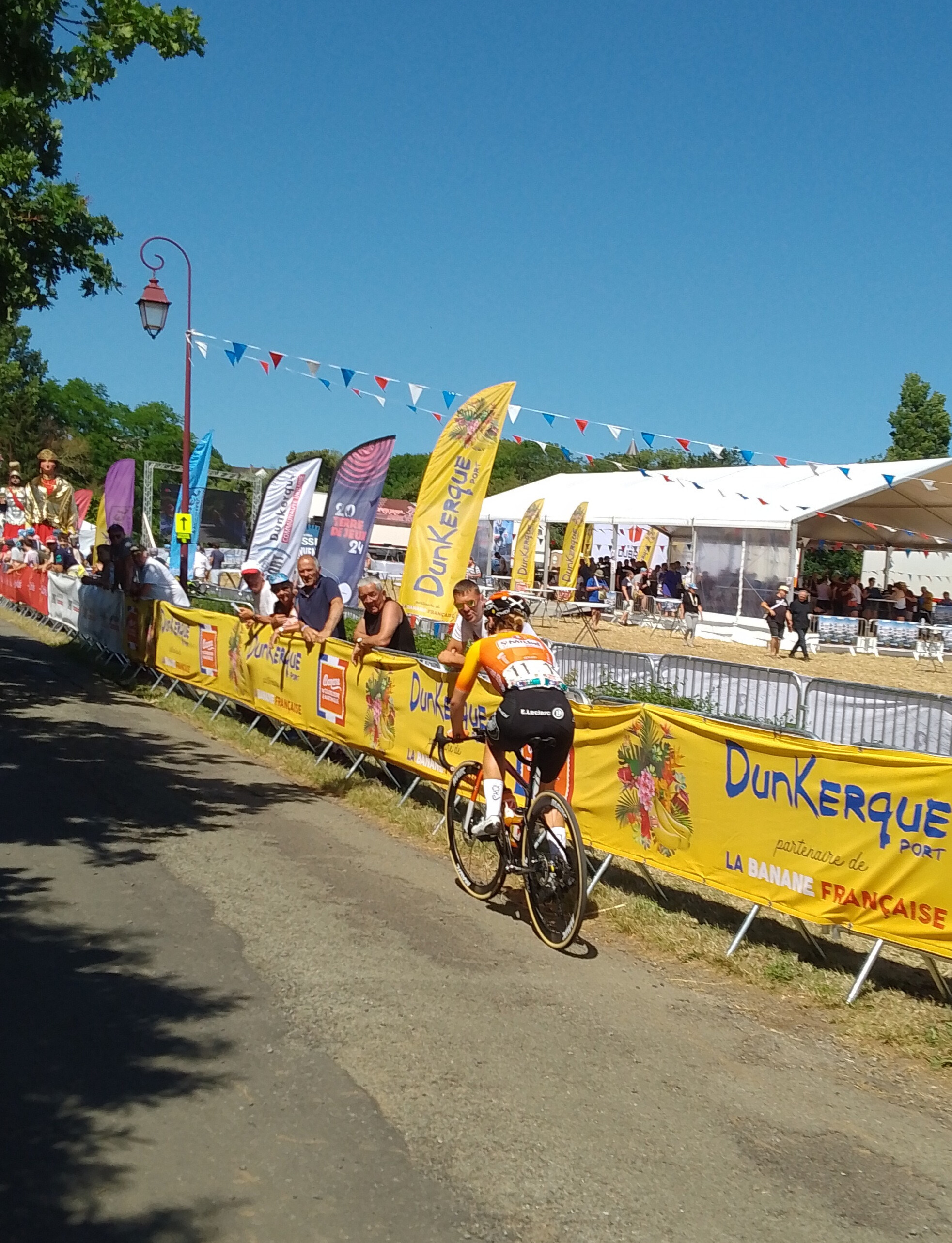
Championnat de France de Cyclisme (homme et femme) en 2023

Dimanche précédent le 19 mars : commémoration de la fin de la Guerre d’Algérie
Dimanche de Pâques (matin): Semi-Marathon Watten/Cassel
Dimanche de Pâques (après-midi): Bande Carnavalesque
Le 8 mai : brocante du quartier Foch et commémoration de la fin de la Seconde Guerre Mondiale
Lundi de la Pentecôte : championnat de Flandre de Moto-Cross
3e week-end de juin : Cassel Cornemuse (festival de cornemuses, concerts)
Fin juin : fête médiévale à l'occasion de la Saint-Jean, organisée par les commerçants
Du 2 au 10 juillet : Neuvaine Neuvaine à Notre-Dame de la Crypte, patronne de Cassel
14 juillet : fête nationale / fête médiévale et fête du moulin
15 août : fête de la moto
Dernier dimanche d'août : braderie du quartier Vandamme
Premier week-end de septembre : Salon des Antiquaires
Dernier week-end d'octobre : le concert-spectacle de Cassel Harmony
10 novembre : fête de la Saint-Martin
11 novembre : commémoration de l’armistice de 1918

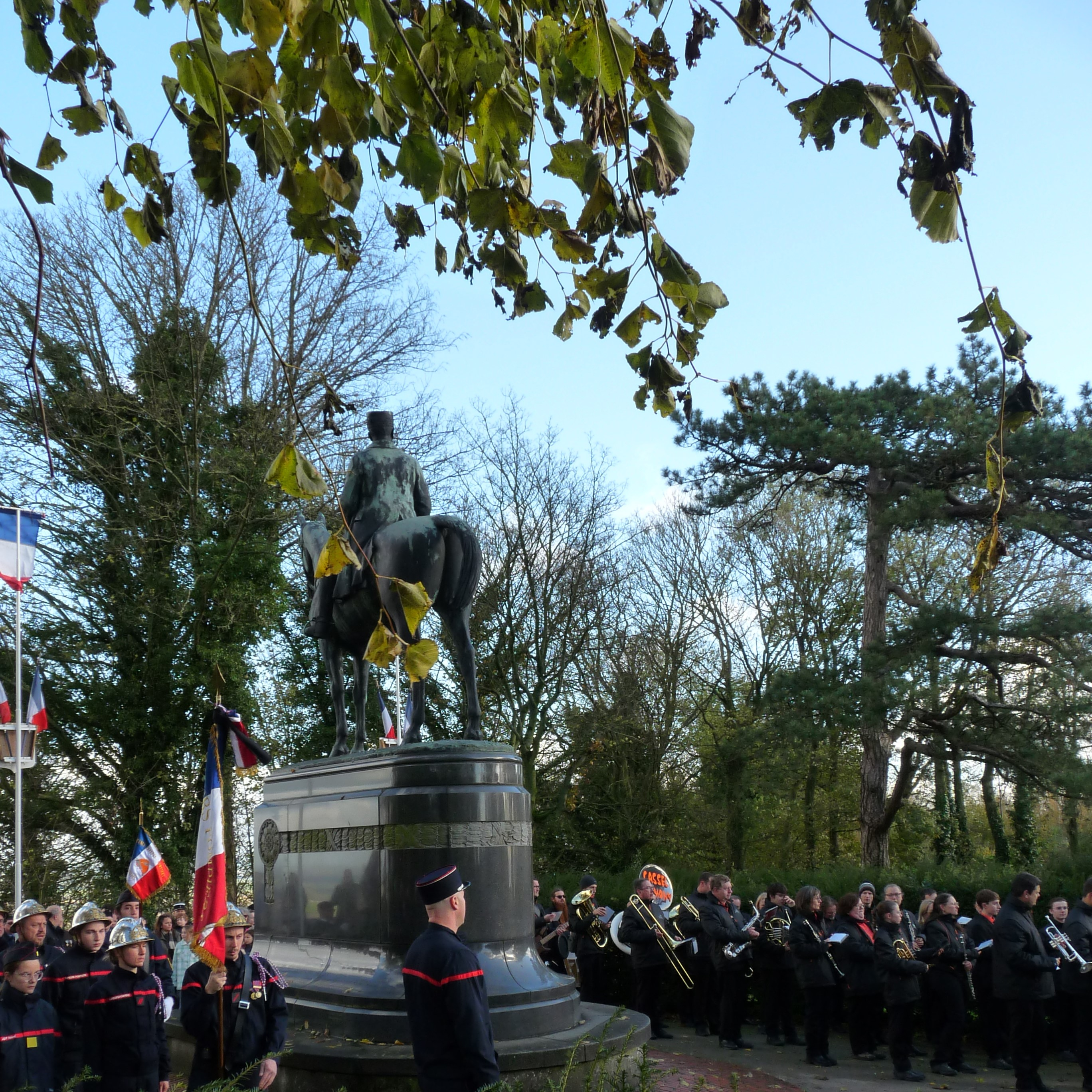
11 novembre à la statue équestre du Maréchal Foch à Cassel

Premier samedi après le 11 novembre : Fête de la Sainte-Cécile
Dernier week-end de novembre : Marché de Noël
Premier samedi de décembre : Fête de la Sainte-Barbe

## Sources et références
1. ↑  « Carnaval et géants - Ville de Cassel » (consulté le 10 avril 2024)
2. ↑  pierrocknroll, « Programme du Lundi de Pâques 2024 », sur Carnaval de Cassel, 25 mars 2024 (consulté le 10 avril 2024)
3. ↑  « Ministère de la Culture » (consulté le 3 juillet 2017)
4. ↑  pierrocknroll et Vianney Haeuw, « Retour sur le carnaval d’hiver 2025 », sur Carnaval de Cassel, 4 avril 2025 (consulté le 15 avril 2025)
5. 1 2   [vidéo] « Flandr'actu #197 : Le petit carnaval d'hiver de Cassel 2020 », Flandres TV, 28 février 2020, 4:29 min (consulté le 15 avril 2025)
6. ↑  pierrocknroll, « Programmes-Affiches », sur Carnaval de Cassel, 3 avril 2019 (consulté le 15 avril 2025)
7. ↑  « Dates du Carnaval 2025 », sur Dunkerque Tourisme (consulté le 15 avril 2025)
8. ↑  pierrocknroll, « Evolution du réveil », sur Carnaval de Cassel, 17 mars 2016 (consulté le 15 avril 2025)
9. ↑  « 45 ans tambour majour de Bernard Minne pour le réveil de Cassel » (consulté le 20 janvier 2024)
10. ↑  Amélie Vermeulen et photos Marc Demeure, « Les larmes ont coulé pour la dernière du tambour-major Bernard Minne », sur La Voix du Nord, 22 avril 2019 (consulté le 20 janvier 2024)
11. ↑  « VIDÉO - Cassel : après 50 ans de carnaval, le tambour-major Bernard Minne passe le flambeau à son fils - France Bleu », sur ici, par France Bleu et France 3, 22 avril 2019 (consulté le 10 avril 2024)
12. ↑  pierrocknroll, « Préparatif des géants », sur Carnaval de Cassel, 17 mars 2016 (consulté le 15 avril 2025)
13. ↑  admin, « Géant Reuze Papa II: Carnaval de Cassel », sur Bouger, 26 avril 2019 (consulté le 15 avril 2025)
14. ↑  admin, « Géant Reuze Maman II pour carnaval et fête à Cassel », sur Bouger, 28 avril 2019 (consulté le 15 avril 2025)
15. ↑  pierrocknroll, « Le coq jupon et le cheval », sur Carnaval de Cassel, 24 mars 2016 (consulté le 15 avril 2025)
16. ↑  (en-GB) « Championnat du monde du cri du coq - Cassel », sur coeurdeflandre (consulté le 15 avril 2025)
17. ↑  pierrocknroll, « Voulez-vous être recuits? », sur Carnaval de Cassel, 17 mars 2016 (consulté le 15 avril 2025)